# Melodifestivalen 2023
La sessantatreesima edizione del Melodifestivalen si è svolta dal 4 febbraio all'11 marzo 2023 in 6 città svedesi (Göteborg, Linköping, Lidköping, Malmö, Örnsköldsvik e Stoccolma) e ha selezionato il rappresentante della Svezia all'Eurovision Song Contest 2023 a Liverpool.
La vincitrice è stata Loreen con Tattoo.

## Organizzazione
Nel giugno 2022 l'emittente Sveriges Television (SVT) ha confermato la partecipazione della Svezia all'Eurovision Song Contest 2023, annunciando inoltre l'organizzazione della sessantatreesima edizione del Melodifestivalen per selezionare il proprio rappresentante. Il successivo 26 agosto l'emittente ha aperto la possibilità agli aspiranti partecipanti di inviare i propri brani entro il 16 settembre dello stesso anno, con la condizione che gli aspiranti autori fossero cittadini o residenti permanenti in Svezia.

### Scelta della sede
Dopo due edizioni svoltasi interamente a Stoccolma a causa dell'impatto della pandemia di COVID-19 in Europa, l'emittente SVT ha confermato che l'evento si sarebbe nuovamente svolto in sei diverse città della Svezia, con la Friends Arena di Stoccolma come sede della finale.
Le città che ospiteranno i sei spettacoli sono:
| Data             | Evento                     | Città        | Sede             | Immagine |
| ---------------- | -------------------------- | ------------ | ---------------- | -------- |
| 4 febbraio 2023  | Semifinale 1               | Göteborg     | Scandinavium     |          |
| 11 febbraio 2023 | Semifinale 2               | Linköping    | Saab Arena       |          |
| 18 febbraio 2023 | Semifinale 3               | Lidköping    | Sparbanken Arena |          |
| 25 febbraio 2023 | Semifinale 4               | Malmö        | Malmö Arena      |          |
| 4 marzo 2023     | Semifinale 5 (Ripescaggio) | Örnsköldsvik | Hägglunds Arena  |          |
| 11 marzo 2023    | Finale                     | Stoccolma    | Friends Arena    |          |

### Format
Il 23 novembre 2022 sono state annunciate alcune modifiche riguardo allo svolgimento della quinta semifinale, quella dedicata al ripescaggio. Mentre nella precedente edizione le canzoni terze e quarte classificate di ciascuna delle quattro semifinali precedenti (otto canzoni in totale) venivano assegnate a due gironi separati, quest'anno le canzoni si sono sfidate in un unico girone, con le prime quattro classificate che sono avanzate alla finale, come nei turni precedenti. A metà spettacolo è stata annunciata una classifica con le quattro canzoni che, in maniera provvisoria, sarebbero risultate qualificate per la finale, offrendo quindi al pubblico la possibilità di esprimere nuovi voti per continuare a influenzare il risultato. Dopo la chiusura della finestra di voto, è stata mostrata sullo schermo la ripartizione completa dei risultati, compresi i punti assegnati per ogni gruppo di età.

## Partecipanti
SVT ha selezionato i 28 partecipanti fra le 2 824 proposte ricevute. La prima metà partecipanti è stata annunciata il 29 novembre 2022, e la seconda metà il giorno successivo.
| Artista                                          | Titolo                            | Lingua           | Compositori |
| ------------------------------------------------ | --------------------------------- | ---------------- | --- |
| Axel Schylström                                  | Gorgeous                          | Inglese          | Axel Schylström, Herman Gardarfve, Jonas Thander, Malin Halvardsson                                                          |
| Casanovas                                        | Så kommer känslorna tillbaka      | Svedese          | Henrik Sethsson, Mikael Karlsson                                                                                             |
| Eden                                             | Comfortable                       | Inglese          | Benjamin Rosenbohm, Eden Alm, Emil Adler Lei, Julie Aagaard                                                                  |
| Elov & Beny                                      | Raggen går                        | Svedese          | Johan Werner, Kristian Wejshag, Mattias Elovsson, Oscar Kilenius, Tim Larsson                                                |
| Emil Henrohn                                     | Mera mera mera                    | Svedese          | Emil Henrohn, Jakob Redtzer, Ji Nilsson, Marlene Strand                                                                      |
| Eva Rydberg & Ewa Roos                           | Läng leve livet                   | Svedese          | Emil Vaker, Henric Pieroff, Kalle Rydberg                                                                                    |
| Ida-Lova                                         | Låt hela stan se på               | Svedese          | Andreas ”Giri” Lindbergh, Ida-Lova Lind, Joy Deb, Linnea Deb                                                                 |
| Jon Henrik Fjällgren, Arc North feat. Adam Woods | Where You Are (Sávežan)           | Inglese          | Arc North, Calle Hellberg, Jon Henrik Fjällgren, Joy Deb, Oliver Belvelin, Richard Lästh, Tobias Lundgren, William Segerdahl |
| Kiana                                            | Where Did You Go                  | Inglese          | Jimmy "Joker" Thörnfeldt, Joy Deb, Linnea Deb                                                                                |
| Laurell                                          | Sober                             | Inglese          | Anderz Wrethov, Andreas Stone Johansson, Laurell Barker, Thomas Stengaard                                                    |
| Loreen                                           | Tattoo                            | Inglese          | Jimmy "Joker" Thörnfeldt, Jimmy Jansson, Loreen Talhaoui, Cazzi Opeia, Peter Boström, Thomas G:son                           |
| Loulou Lamotte                                   | Inga sorger                       | Svedese          | Jonas Thander, Loulou Lamotte                                                                                                |
| Marcus & Martinus                                | Air                               | Inglese          | Jimmy "Joker" Thörnfeldt, Joy Deb, Linnea Deb, Marcus Gunnarsen, Martinus Gunnarsen                                          |
| Marija Sur                                       | Never Give Up                     | Inglese          | Anderz Wrethov, Laurell Barker                                                                                               |
| Mariette                                         | One Day                           | Inglese          | Jimmy Jansson, Thomas G:son, Mariette Hansson                                                                                |
| Melanie Wehbe                                    | For the Show                      | Inglese          | David Lindgren Zacharias, Herman Gardarfve, Melanie Wehbe                                                                    |
| Nordman                                          | Släpp alla sorger                 | Svedese          | Jimmy Jansson, Thomas G:son                                                                                                  |
| Panetoz                                          | On My Way                         | Svedese, inglese | Anders Wigelius, Daniel Nzinga, Jimmy Jansson, Nebeyu Baheru, Njol Badjie, Pa Modou Badjie, Robert Norberg                   |
| Paul Rey                                         | Royals                            | Inglese          | Dino Medanhodzic, Jimmy "Joker" Thörnfeldt, Liamoo, Paul Rey                                                                 |
| Rejhan                                           | Haunted                           | Inglese          | Albin Johnsén, Mattias Andréasson, Pontus Söderman, Tilde "Ronia" Wrigsell                                                   |
| Signe & Hjördis                                  | Edelweiss                         | Svedese          | Anderz Wrethov, Jimmy Jansson, Myra Granberg                                                                                 |
| Smash Into Pieces                                | Six Feet Under                    | Inglese          | Andreas ”Giri” Lindbergh, Benjamin Jennebo, Chris Adam, Jimmy "Joker" Thörnfeldt, Joy Deb, Linnea Deb, Per Bergquist         |
| Tennessee Tears                                  | Now I Know                        | Inglese          | Anderz Wrethov, Jonas Hermansson, Thomas Stengaard, Tilda Feuk                                                               |
| Theoz                                            | Mer av dig                        | Svedese          | Axel Schylström, Jakob Redtzer, Peter Boström, Thomas G:son                                                                  |
| Tone Sekelius                                    | Rhythm of My Show                 | Inglese          | Anderz Wrethov, Dino Medanhodzic, Jimmy "Joker" Thörnfeldt, Tone Sekelius                                                    |
| Uje Brandelius                                   | Grytan                            | Svedese          | Uje Brandelius |
| Victor Crone                                     | Diamonds                          | Inglese          | David Lindgren Zacharias, Peter Kvint, Victor Crone                                                                          |
| Wiktoria                                         | All My Life (Where Have You Been) | Inglese          | Herman Gardarfve, Melanie Wehbe, Patrik Jean, Wiktoria Johansson                                                             |

## Semifinali

### Prima semifinale
La prima semifinale si è svolta il 4 febbraio 2023 presso lo Scandinavium di Göteborg, e ha visto competere i primi 7 artisti.
I primi due classificati, che sono passati automaticamente alla finale, sono stati Jon Henrik Fjällgren, Arc North feat. Adam Woods e Tone Sekelius, mentre sono andati alla semifinale di ripescaggio Victor Crone e Elov & Beny.
| # | Artista                                          | Titolo                  | Primo round | Primo round | Secondo round | Secondo round | Secondo round |
| # | Artista                                          | Titolo                  | Voti        | Posizione   | Voti          | Punti         | Posizione     |
| - | ------------------------------------------------ | ----------------------- | ----------- | ----------- | ------------- | ------------- | ------------- |
| 1 | Tone Sekelius                                    | Rhythm of My Show       | 1 087 127   | 2           | 803 948       | 94            | 1             |
| 2 | Loulou Lamotte                                   | Inga sorger             | 754 498     | 7           | 363 254       | 32            | 5             |
| 3 | Rejhan                                           | Haunted                 | 884 660     | 4           | 460 003       | 32            | 4             |
| 4 | Elov & Beny                                      | Raggen går              | 821 418     | 5           | 467 605       | 43            | 3             |
| 5 | Victor Crone                                     | Diamonds                | 1 012 655   | 3           | 625 862       | 80            | 2             |
| 6 | Eva Rydberg & Ewa Roos                           | Läng leve livet         | 788 433     | 6           | 430 366       | 31            | 6             |
| 7 | Jon Henrik Fjällgren, Arc North feat. Adam Woods | Where You Are (Sávežan) | 1 352 492   | 1           | —             | —             | —             |

### Seconda semifinale
La seconda semifinale si è svolta l'11 febbraio 2023 presso il Saab Arena di Linköping.
I primi due classificati, che sono passati automaticamente alla finale, sono stati Marija Sur e i Panetoz, mentre sono andati alla semifinale di ripescaggio Theoz e i Tennessee Tears.
| # | Artista         | Titolo                            | Primo round | Primo round | Secondo round | Secondo round | Secondo round |
| # | Artista         | Titolo                            | Voti        | Posizione   | Voti          | Punti         | Posizione     |
| - | --------------- | --------------------------------- | ----------- | ----------- | ------------- | ------------- | ------------- |
| 1 | Wiktoria        | All My Life (Where Have You Been) | 1 057 852   | 4           | 520 646       | 47            | 4             |
| 2 | Eden            | Comfortable                       | 608 948     | 6           | 218 298       | 12            | 6             |
| 3 | Uje Brandelius  | Grytan                            | 585 684     | 7           | 277 459       | 22            | 5             |
| 4 | Panetoz         | On My Way                         | 1 333 786   | 2           | 784 687       | 84            | 1             |
| 5 | Tennessee Tears | Now I Know                        | 1 001 348   | 5           | 500 652       | 69            | 3             |
| 6 | Marija Sur      | Never Give Up                     | 1 346 229   | 1           | —             | —             | —             |
| 7 | Theoz           | Mer av dig                        | 1 106 875   | 3           | 765 979       | 78            | 2             |

### Terza semifinale
La terza semifinale si è svolta il 18 febbraio 2023 presso la Sparbanken Arena di Lidköping.
I primi due classificati, che sono passati automaticamente alla finale, sono stati Marcus & Martinus e Paul Rey, mentre sono andati alla semifinale di ripescaggio i Nordman e Melanie Wehbe.
| # | Artista           | Titolo                       | Primo round | Primo round | Secondo round | Secondo round | Secondo round |
| # | Artista           | Titolo                       | Voti        | Posizione   | Voti          | Punti         | Posizione     |
| - | ----------------- | ---------------------------- | ----------- | ----------- | ------------- | ------------- | ------------- |
| 1 | Paul Rey          | Royals                       | 1 151 609   | 2           | 693 857       | 85            | 1             |
| 2 | Casanovas         | Så kommer känslorna tillbaka | 647 419     | 7           | 290 521       | 29            | 6             |
| 3 | Melanie Wehbe     | For the Show                 | 903 976     | 4           | 477 315       | 57            | 3             |
| 4 | Nordman           | Släpp alla sorger            | 975 890     | 3           | 589 916       | 75            | 2             |
| 5 | Laurell           | Sober                        | 750 918     | 6           | 391 744       | 30            | 5             |
| 6 | Ida-Lova          | Låt hela stan se på          | 792 432     | 5           | 450 391       | 36            | 4             |
| 7 | Marcus & Martinus | Air                          | 1 406 741   | 1           | —             | —             | —             |

### Quarta semifinale
La quarta semifinale si è svolta il 25 febbraio 2023 presso la Malmö Arena di Malmö.
I primi due classificati, che sono passati automaticamente alla finale, sono stati Loreen e i Smash Into Pieces, mentre sono andati alla semifinale di ripescaggio Kiana e Mariette.
| # | Artista           | Titolo           | Primo round | Primo round | Secondo round | Secondo round | Secondo round |
| # | Artista           | Titolo           | Voti        | Posizione   | Voti          | Punti         | Posizione     |
| - | ----------------- | ---------------- | ----------- | ----------- | ------------- | ------------- | ------------- |
| 1 | Kiana             | Where Did You Go | 1 105 369   | 3           | 610 462       | 69            | 2             |
| 2 | Signe & Hjördis   | Edelweiss        | 744 902     | 7           | 328 700       | 27            | 5             |
| 3 | Smash Into Pieces | Six Feet Under   | 1 120 307   | 2           | 701 606       | 79            | 1             |
| 4 | Mariette          | One Day          | 835 533     | 5           | 482 713       | 56            | 3             |
| 5 | Emil Henrohn      | Mera mera mera   | 760 793     | 6           | 382 224       | 26            | 6             |
| 6 | Axel Schylström   | Gorgeous         | 861 688     | 4           | 483 061       | 55            | 4             |
| 7 | Loreen            | Tattoo           | 1 515 287   | 1           | —             | —             | —             |

### Quinta semifinale
La quinta semifinale, dedicata al ripescaggio, si è svolta il 4 marzo 2022 presso la Hägglunds Arena di Örnsköldsvik.
Questa semifinale va a sostituire il ripescaggio (Andra Chansen) delle edizioni precedenti, pur mantenendo la medesima funzione. A differenza dell'edizione precedente, in questa serata gli otto artisti hanno gareggiato in un unico gruppo, con le quattro canzoni più votate della serata che hanno avuto accesso alla finale.
Ad accedere alla finale sono stati Theoz, Mariette, i Nordman e Kiana.
| # | Artista         | Titolo            | Voti      | Punti | Posizione |
| - | --------------- | ----------------- | --------- | ----- | --------- |
| 1 | Theoz           | Mer av dig        | 2 104 689 | 70    | 2         |
| 2 | Mariette        | One Day           | 1 459 012 | 63    | 4         |
| 3 | Victor Crone    | Diamonds          | 1 225 614 | 28    | 6         |
| 4 | Tennessee Tears | Now I Know        | 1 393 108 | 55    | 5         |
| 5 | Elov & Beny     | Raggen går        | 1 083 924 | 18    | 8         |
| 6 | Melanie Wehbe   | For the Show      | 1 106 724 | 22    | 7         |
| 7 | Nordman         | Släpp alla sorger | 1 798 314 | 75    | 1         |
| 8 | Kiana           | Where Did You Go  | 1 907 240 | 69    | 3         |

## Finale
La finale si è svolta l'11 marzo 2023 presso la presso la Friends Arena di Stoccolma. L'ordine di uscita è stato reso noto il 5 marzo 2023.
Loreen è stata proclamata vincitrice trionfando sia nel televoto che nel voto della giuria con un grande distacco rispetto a Marcus & Martinus, secondi classificati.
| #  | Artista                                          | Titolo                  | Punteggio | Punteggio | Punteggio | Posizione |
| #  | Artista                                          | Titolo                  | Giuria    | Televoto  | Totale    | Posizione |
| -- | ------------------------------------------------ | ----------------------- | --------- | --------- | --------- | --------- |
| 1  | Jon Henrik Fjällgren, Arc North feat. Adam Woods | Where You Are (Sávežan) | 23        | 58        | 81        | 4         |
| 2  | Tone Sekelius                                    | Rhythm of My Show       | 15        | 5         | 20        | 12        |
| 3  | Mariette                                         | One Day                 | 35        | 16        | 51        | 8         |
| 4  | Marcus & Martinus                                | Air                     | 71        | 67        | 138       | 2         |
| 5  | Panetoz                                          | On My Way               | 22        | 25        | 47        | 10        |
| 6  | Marija Sur                                       | Never Give Up           | 10        | 37        | 47        | 9         |
| 7  | Smash Into Pieces                                | Six Feet Under          | 53        | 59        | 112       | 3         |
| 8  | Kiana                                            | Where Did You Go        | 37        | 39        | 76        | 6         |
| 9  | Nordman                                          | Släpp alla sorger       | 8         | 36        | 44        | 11        |
| 10 | Loreen                                           | Tattoo                  | 92        | 85        | 177       | 1         |
| 11 | Theoz                                            | Mer av dig              | 42        | 36        | 78        | 5         |
| 12 | Paul Rey                                         | Royals                  | 56        | 1         | 57        | 7         |

| Brano                   | HRV | AUT | LVA | BEL | MLT | AUS | DEU | ESP | Totale |
| ----------------------- | --- | --- | --- | --- | --- | --- | --- | --- | ------ |
| Where You Are (Sávežan) | 1   | 3   | 1   | 5   | 6   | 4   |     | 3   | 23     |
| Rhythm of My Show       | 6   | 1   | 3   |     |     |     |     | 5   | 15     |
| One Day                 | 2   | 7   | 7   | 3   | 5   | 2   | 3   | 6   | 35     |
| Air                     | 7   | 8   | 8   | 10  | 10  | 10  | 10  | 8   | 71     |
| On My Way               | 5   | 2   | 2   | 4   | 4   | 1   | 4   |     | 22     |
| Never Give Up           |     |     |     | 2   |     | 6   | 1   | 1   | 10     |
| Six Feet Under          | 3   | 6   | 6   | 6   | 7   | 8   | 7   | 10  | 53     |
| Where Did You Go        |     | 4   | 10  |     | 3   | 5   | 8   | 7   | 37     |
| Släpp alla sorger       | 4   |     |     | 1   | 1   |     | 2   |     | 8      |
| Tattoo                  | 8   | 12  | 12  | 12  | 12  | 12  | 12  | 12  | 92     |
| Mer av dig              | 12  | 5   | 5   | 7   | 2   | 3   | 6   | 2   | 42     |
| Royals                  | 10  | 10  | 4   | 8   | 8   | 7   | 5   | 4   | 56     |

## Ascolti
| Puntata     | Messa in onda    | Telespettatori | Share  | Note   |
| ----------- | ---------------- | -------------- | ------ | ------ |
| Semifinali  | 4 febbraio 2023  | 2 912 000      | 78,10% | [ 17 ] |
| Semifinali  | 11 febbraio 2023 | 2 830 000      | 74,60% | [ 17 ] |
| Semifinali  | 18 febbraio 2023 | 2 598 000      | 72,00% | [ 17 ] |
| Semifinali  | 25 febbraio 2023 | 2 814 000      | 73,90% | [ 17 ] |
| Ripescaggio | 4 marzo 2023     | 2 315 000      | 72,40% | [ 17 ] |
| Finale      | 11 marzo 2023    | 3 419 000      | 83,00% | [ 17 ] |
| Media       | Media            | 2 815 000      | 76,00% | [ 17 ] |